# Diego Santillán
Diego Abad de Santillán, més conegut com a Diego Santillán, va ser un guionista i director de cinema que va néixer a Barcelona el 1925, va viure molt temps a l'Argentina i va continuar la seva carrera al seu país d'origen, on va morir al setembre de 1992. Era fill de l'intel·lectual i historiador anarquista Diego Abad de Santillán i d'Elisa Kater i net del dirigent anarquista Fritz Kater.

## Carrera professional
Radicat a Buenos Aires, va muntar espectacles dramàtics que escrivia i es va vincular al cinema, iniciant-se amb els guions de El hombre señalado (1957) dirigida per Francis Lauric i El campeón soy yo (1960) dirigida per Virgilio Muguerza. L'any 1963 va debutar com a director amb Pesadilla, sobre el seu propi guió, amb les actuacions de Sabina Olmos, Pedro López Lagar i Guillermo Battaglia. El 1964 va dirigir Un sueño y nada más (1964), posteriorment una coproducció amb Brasil, després Chão, amor (1968), una coproducció amb Xile i finalment Olga, la hija de aquella princesa rusa (1972), amb el seu propi guió escrit segons la seva novel·la del mateix nom. Va escriure els guions de Crimen en el hotel alojamiento (1974), Un mundo de amor (1975) i Don Carmelo il capo (1976).
En morir Francisco Franco va tornar al seu país d'origen i el 1978 va dirigir sobre el seu propi guió el film documental ¿Por qué perdimos la guerra?, en el qual bolca la visió de l'anarcosindicalisme respecte de la Guerra Civil Espanyola i, el mateix any, Silvia ama Raquel. De 1987 es el film Divines paraules dirigit per José Luis García Sánchez segons el seu propi argument escrit en col·laboració amb Enrique Llovet i diàlegs de Diego Santillán, basada en l'obra teatral de Ramón del Valle-Inclán. La seva última labor com a guionista va ser per Ho sap el ministre? el 1991.

## Filmografia
Guionista
- Ho sap el ministre? (1991)
- Divinas palabras (1987)
- Profesor eróticus (1981)
- ¿Por qué perdimos la guerra? (1978)
- Silvia ama a Raquel (1978)
- Don Carmelo il capo (1976)
- Un mundo de amor (1975)
- Crimen en el hotel alojamiento (1974)
- Olga, la hija de aquella princesa rusa (1972)
- La casa de Madame Lulú (1968)
- ¡Cómo te extraño...! (1966)
- Bettina (1964)
- Pesadilla (1963)
- El campeón soy yo (1960) dir. Francis Lauric
- Evangelina (1959)
- Mi esqueleto (1959)
- El hombre señalado (1957) dir. Virgilio Muguerza

Director
- Una sombra en la oscuridad (1979)
- ¿Por qué perdimos la guerra? (1978)
- Silvia ama a Raquel (1978)
- Olga, la hija de aquella princesa rusa (1972)
- Chão, amor (1968)
- Un sueño y nada más (1964)
- Pesadilla (1963)

Autor de la idea
- Somos novios (1969)